# Peter Flint
Peter W. Flint, né en 1951 et mort en 2016, est un chercheur impliqué dans la recherche des manuscrits de la mer Morte pendant plus de 20 ans. Il est l'un des 70 membres officiels des éditeurs des manuscrits de la mer Morte dans le monde.

## Éducation
En 1972, Flint obtient son premier B.A. à l'université du Witwatersrand, à Johannesburg, en Afrique du Sud. Puis, en 1973, il obtient son diplôme supérieur d'enseignement. Il obtient un B.A. avec distinction en hébreu classique en 1979 et une maîtrise (dissertation : Terminology for 'Sin' in the Hebrew and Greek Scriptures, « Terminologie pour péché dans les Écritures hébraïques et grecques ») en 1983 de l'université d'Afrique du Sud, à Pretoria. Sept ans plus tard, en 1990, il termine sa deuxième maîtrise à l'université de Notre-Dame, en l'Indiana, suivie d'un doctorat dans l'Ancien Testament et le judaïsme du Second Temple, en 1993.

## Contributions

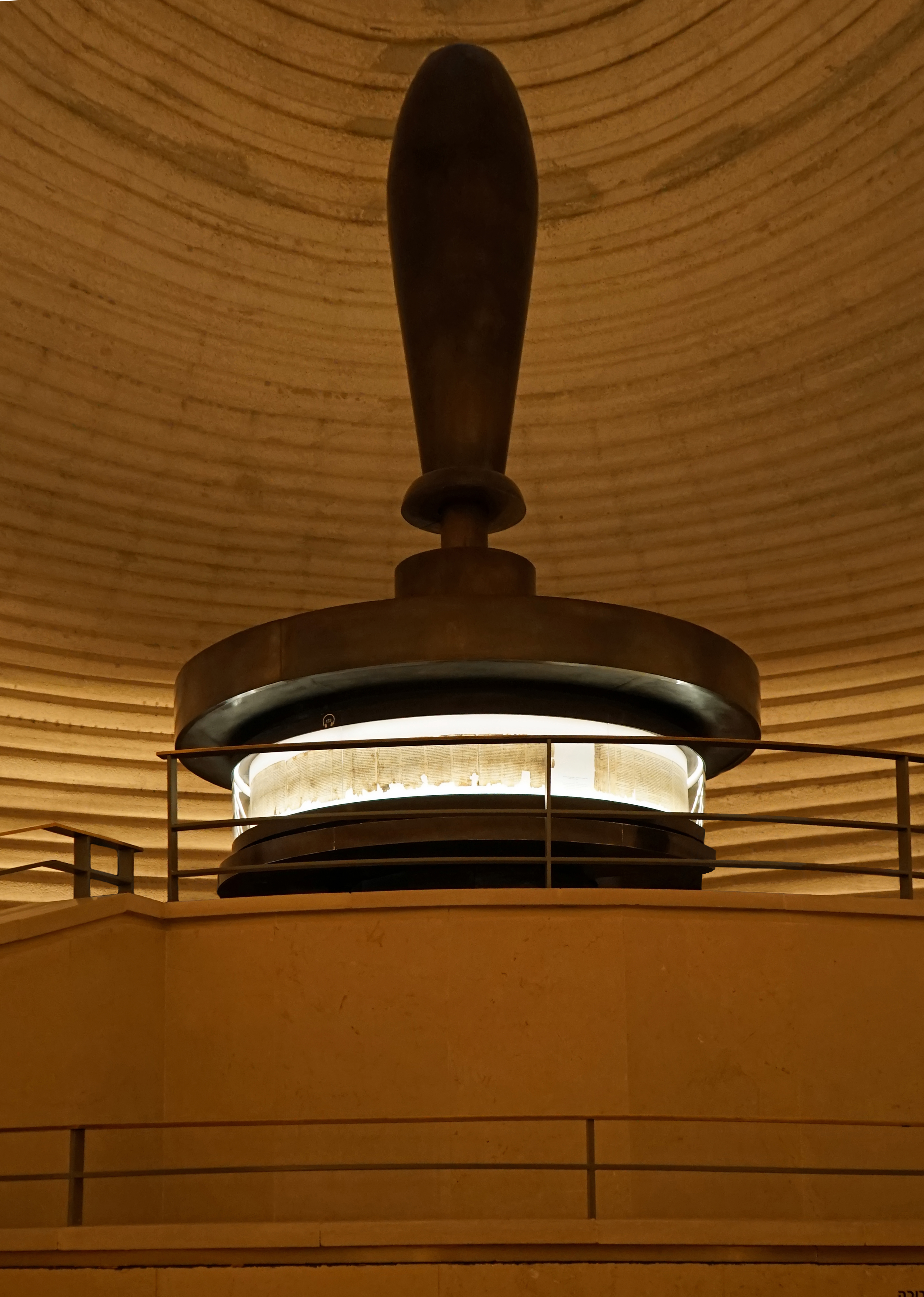
Le Grand Rouleau d'Isaïe exposé au musée d'Israël

Alors que la controverse sur la publication des manuscrits de la mer Morte s'intensifie, Flint quitte l'Afrique du Sud en 1987 pour l'université de Notre-Dame, où il obtient une bourse de doctorat et commence à étudier sous Eugene Ulrich, le rédacteur en chef des manuscrits bibliques de la mer Morte et l'une des figures centrales de la controverse. 
En 1997, il termine la publication des rouleaux des Psaumes. Flint est l'éditeur du plus grand parchemin intact, le Grand Rouleau d'Isaïe. 
Il est professeur d'études religieuses à l'université Trinity Western, titulaire de la chaire de recherche du Canada en études sur les manuscrits de la mer Morte et directeur de l'Institut des manuscrits de la mer Morte. 
Il meurt le 3 novembre 2016.

## Publications
- The Dead Sea Psalms Scrolls and the Book of Psalms (E.J.Brill, 1997).
- Editor of The Dead Sea Scrolls After Fifty Years: A Comprehensive Assessment (E.J. Brill, 1998–99).
- Co-author of The Dead Sea Scrolls Bible (Harper San Francisco, 2002).
- The Dead Sea Scrolls (Nashville: Abingdon Press, 2013).
- The Meaning of the Dead Sea Scrolls: Their Significance For Understanding the Bible, Judaism, Jesus and Christianity. (HarperCollins Publishers, 2002).